# Колценень
Колценень, Колценені (рум. Colțăneni) — село у повіті Бузеу в Румунії. Входить до складу комуни Міхейлешть.
Село розташоване на відстані 70 км на північний схід від Бухареста, 27 км на південний захід від Бузеу, 120 км на південний захід від Галаца, 115 км на південний схід від Брашова.

## Населення
За даними перепису населення 2002 року у селі проживали 265 осіб, усі — румуни. Усі жителі села рідною мовою назвали румунську.